# Aspalathus odontoloba
Aspalathus odontoloba är en ärtväxtart som beskrevs av Rolf Martin Theodor Dahlgren. Aspalathus odontoloba ingår i släktet Aspalathus och familjen ärtväxter. Inga underarter finns listade i Catalogue of Life.